# Seglora kyrka

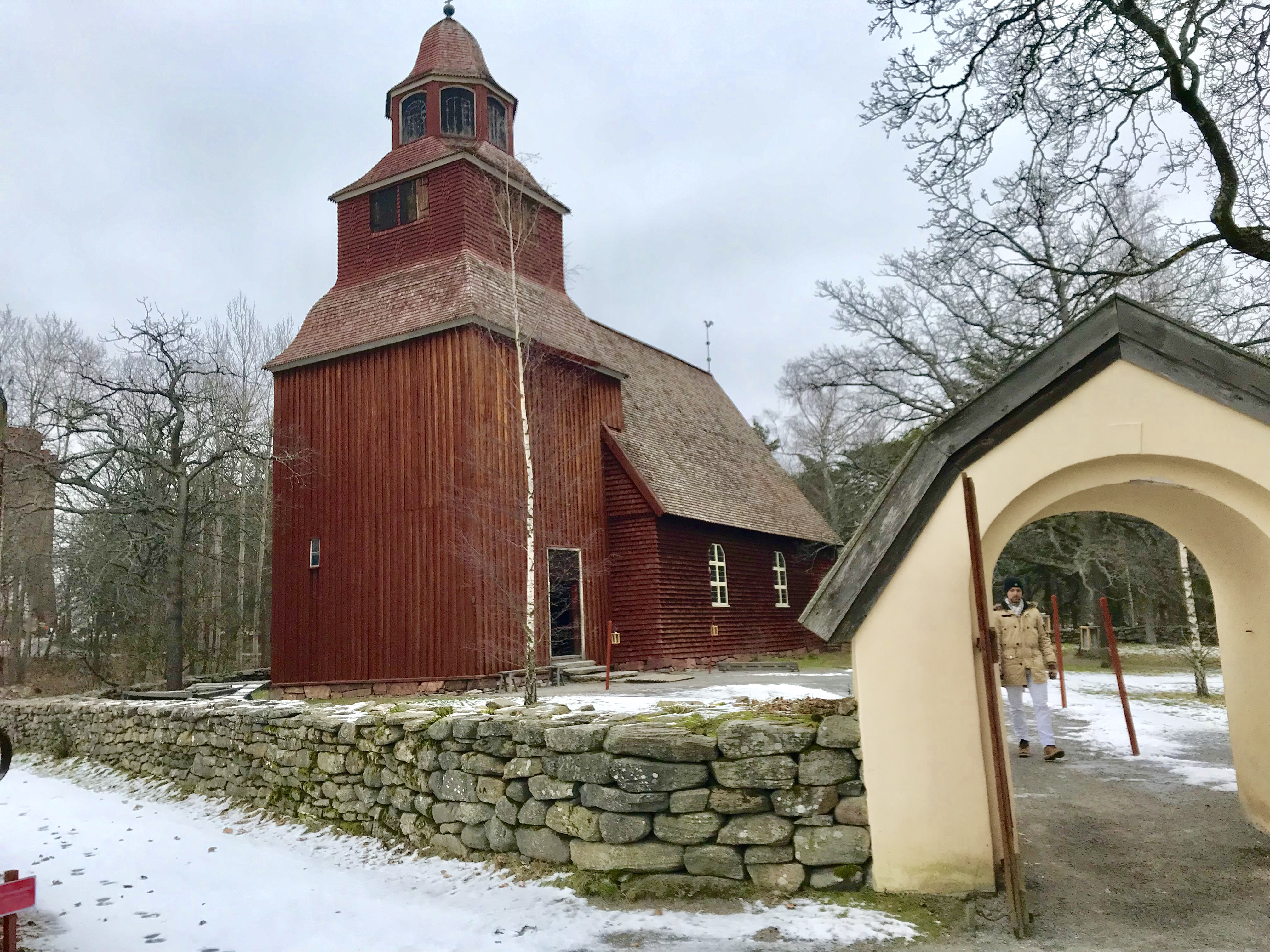
Skansen kyrka

Seglora kyrka (deutsch Kirche von Seglora) ist eine evangelisch-lutherische Holzkirche im Freilichtmuseum Skansen in Stockholm. Sie wurde  1730 in Seglora gebaut und 1918 nach Stockholm versetzt.

## Geschichte

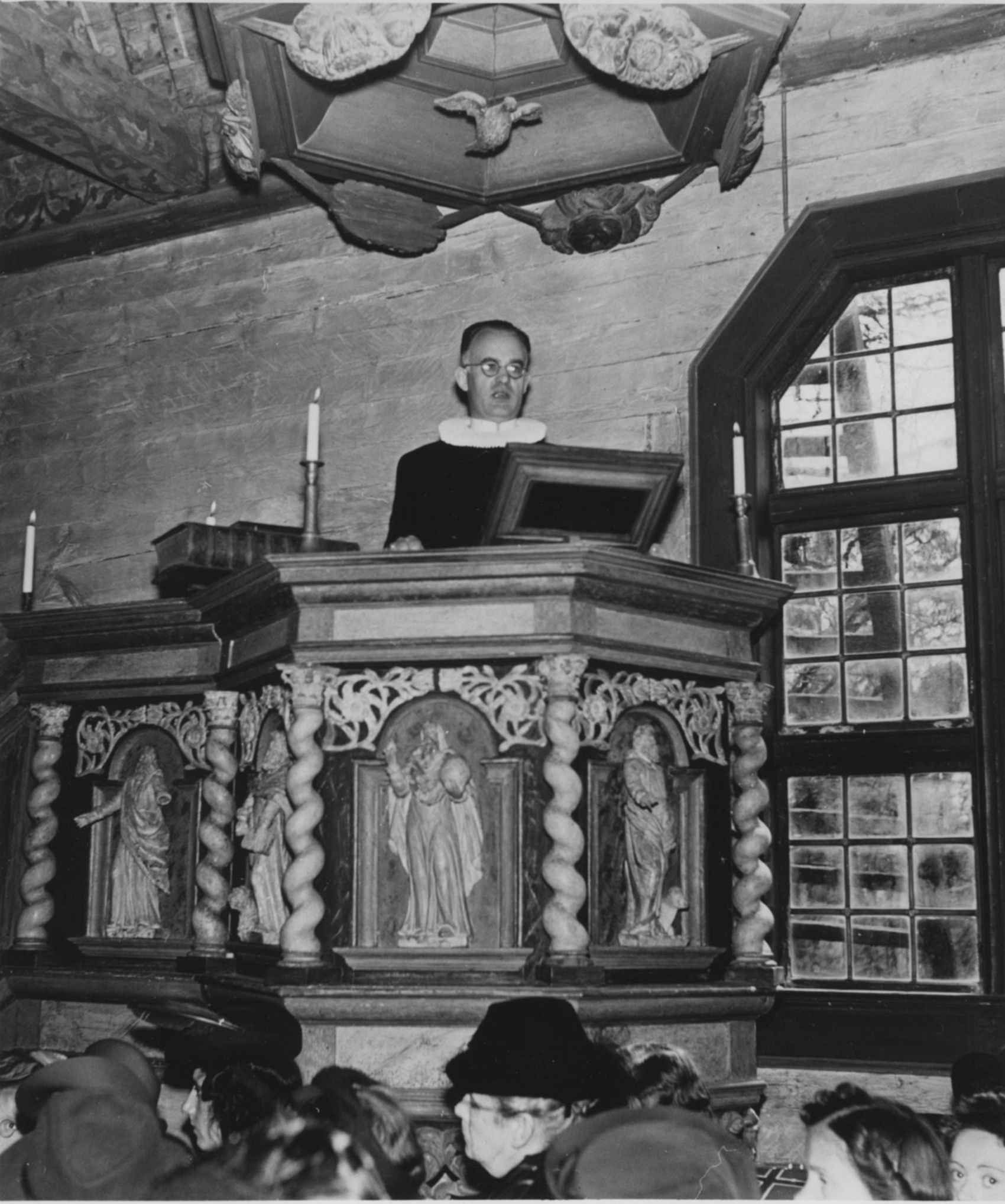
Gottesdienst 1944

1729/30 wurde in Seglora eine neue Dorfkirche gebaut. 1780 wurden ein Turm und eine Sakristei angebaut.
1918 wurde das Gebäude in das neu errichtete Museum Skansen versetzt. In Seglora wurde stattdessen eine neue Steinkirche gebaut.
In der Kirche im Freilichtmuseum Skansen finden gelegentlich evangelisch-lutherische Gottesdienste statt. Sie wird auch für Trauungen und Taufen zur Verfügung gestellt. Außerdem finden dort regelmäßig Konzerte und andere Kulturveranstaltungen statt.
Die Seglora kyrka ist die einzige Kirche in einem Freilichtmuseum in Schweden und wahrscheinlich das einzige erhaltene versetzte Kirchengebäude des Landes.

## Ausstattung

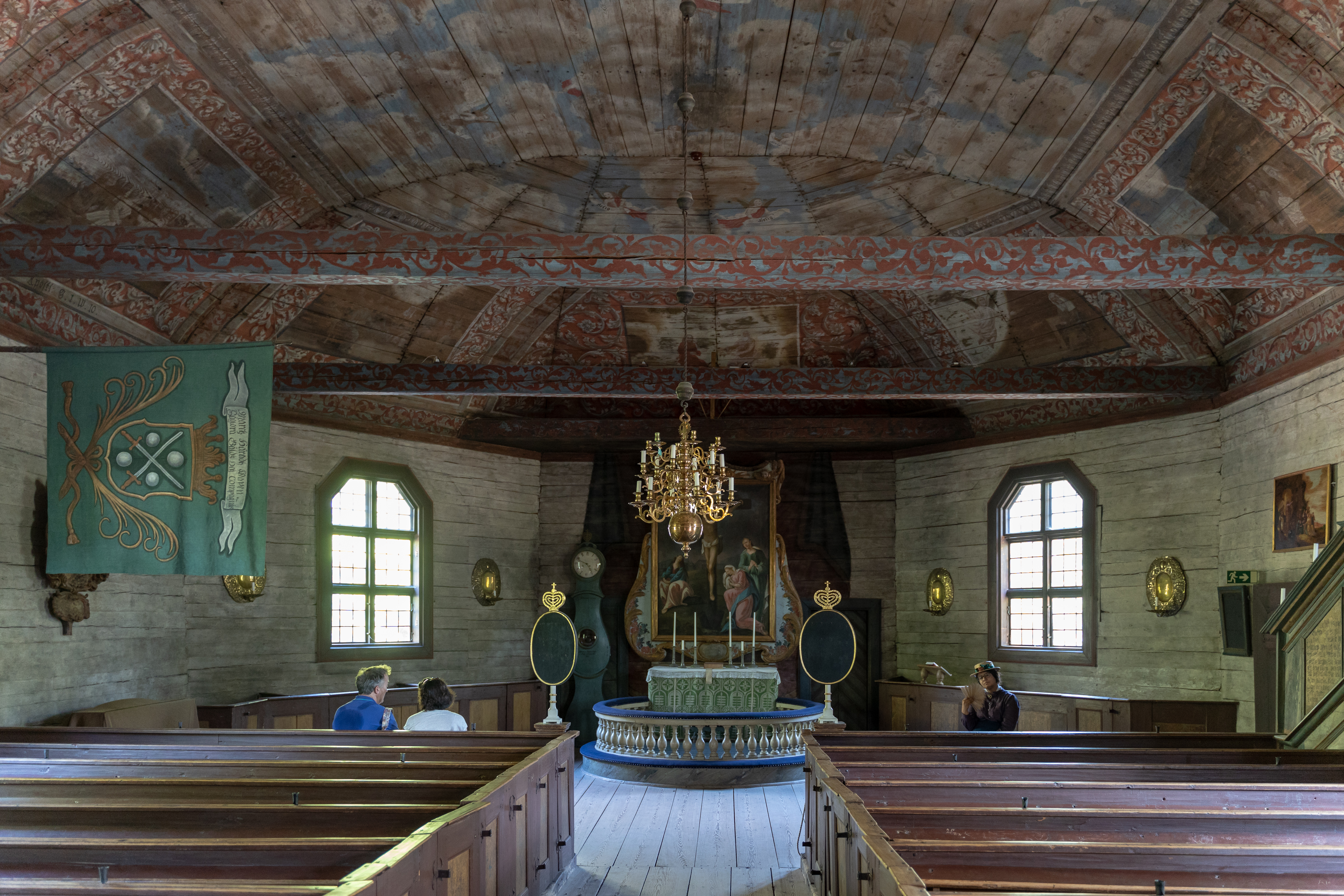
Innenraum

In der Kirche befinden sich Gemälde, der Altar und ein Predigtbereich aus dem 18. Jahrhundert. Es gibt zwei Orgeln.